# 사바우디아
사바우디아(이탈리아어: Sabaudia)는 이탈리아 라치오주 라티나도에 위치한 코무네다. 도시 중심지에 파시스트 시대에 지어진 건축물들의 일부가 남아 있다.

## 자매 도시
- 프랑스 생메다르앙잘
- 스페인 엘벤드렐